# La Joyeuse (cours d'eau)
La Joyeuse (cours d'eau) este o arie protejată (sit de importanță comunitară — SCI) din Franța întinsă pe o suprafață de 1.444 ha, integral pe uscat.

## Localizare
Centrul sitului La Joyeuse (cours d'eau) este situat la coordonatele 43°20′07″N 1°18′01″W / 43.33537°N 1.30027°V.

## Înființare
Situl La Joyeuse (cours d'eau) a fost declarat arie specială de conservare în baza directivei 92/43 din 1992 referitoare la conservarea habitatelor naturale și a faunei și florei sălbatice pentru a proteja 3 specii de animale.

## Biodiversitate
Situată în ecoregiunea atlantică, aria protejată conține 2 habitate naturale: Păduri aluvionare cu Alnus glutinosa și Fraxinus excelsior (Alno-Padion, Alnion incanae, Salicion albae), Liziere de ierburi înalte hidrofile de câmpie și de nivel montan până la alpin.
La baza desemnării sitului se află mai multe specii protejate:
- mamifere (1): vidră de râu (Lutra lutra)
- nevertebrate (2): Austropotamobius pallipes, Margaritifera margaritifera